# Adalberto Lepri
Adalberto Lepri (ur. 20 października 1929 w Terni, zm. 5 października 2014 w Sassari) – włoski zapaśnik walczący w stylu wolnym. Olimpijczyk z Helsinek 1952, gdzie zajął trzynaste miejsce w kategorii do 79 kg.

## Letnie Igrzyska Olimpijskie 1952
| Konkurencja      | Rundy eliminacyjne   | Rundy eliminacyjne  | Klas. końcowa |
| Konkurencja      | Przeciwnik I         | Przeciwnik II       | Miejsce       |
| ---------------- | -------------------- | ------------------- | ------------- |
| 79 kg styl wolny | Haydar Zafer (TUR) P | León Genuth (ARG) P | 13.           |